# Lingua ndau
La lingua ndau (nome nativo chiNdau) è una lingua bantu dell'Africa meridionale.
Lo ndau appartiene al sottogruppo delle lingue shona delle lingue bantu; ha forti affinità con altre importanti lingue dell'area come lo shona. La lingua ndau presenta molte affinità con il manyika; queste due lingue, insieme ad altre minori, vengono a volte considerate semplicemente come dialetti dello shona.
Secondo dati degli ultimi anni, lo ndau viene parlato da circa 2,4 milioni di persone stanziate in Mozambico (circa 1,6 milioni, prevalentemente nelle province di Sofala e Manica) e Zimbabwe.

## Comparazione con lo Shona
La intellegibilità tra il Ndau e lo Shona standard (Zuzuru) è molto elevata, un esempio è questo testo:
In Ndau
Baba edu ari mudenga, ngariremeredzwe zina renyu. UMambo hwenyu ngahuuye. Kuda kwenyu ngakuitwa munyika kudai ngomudenga. Tipei nege kurya kwedu kwatinotama nyamashi. Tirekererei ndaa dzedu kudai tisu takarekerera avo vane ndaa kwetiri. Usatipinza mukuedzwa, asi tinunure kuno uwo wakashata.
In Shona
Baba vedu vari kudenga, zita renyu ngarikudzwe. UMambo hwenyu ngahwuuye. Kuda kwenyu ngakuitwe pasi sokudenga. Tipei nhasi kudya kwedu kwakwezuva. Tiregererei zvatinokutadzirai sekuregerera kwatinoita vakatitadzira. Musatipinze mukuedzwa, asi mutinunure mune zvakaipa.